# Coupe féminine de l'UEFA 2008-2009
Navigation
Édition précédente Édition suivante
La Coupe féminine de l'UEFA 2008-2009 est la huitième édition de la plus importante compétition inter-clubs européenne de football féminin. 
Elle se déroule lors de la saison 2008-2009 et oppose les vainqueurs des différents championnats européens de la saison précédente.
La finale se déroule en une rencontre aller-retour et voit la victoire du FCR Duisbourg face au Zvezda 2005 sur le score cumulé de sept buts à un.

## Participants
Le schéma de qualification pour la Coupe féminine de l'UEFA 2008-2009 est identique à celui de la saison précédente :
- le tenant du titre est directement qualifié pour la deuxième phase de groupes,
- les six meilleures équipes les mieux classées au coefficient UEFA des clubs à l'issue de la saison 2007-2008 sont qualifiées directement pour la deuxième phase de groupes,
- les trente-six autres équipes participant à cette compétition passent par une première phase de groupes, pour rejoindre les sept autres équipes.

Contrairement à la Ligue des champions masculine, les fédérations européennes ne présentent pas toutes une équipe, donc le nombre exact d'équipes n'est pas fixé jusqu'à ce que la liste d'accès soit complètement connue.
| Deuxième phase de groupes | Deuxième phase de groupes | Deuxième phase de groupes | Deuxième phase de groupes | Deuxième phase de groupes | Deuxième phase de groupes | Deuxième phase de groupes | Deuxième phase de groupes | Deuxième phase de groupes | Deuxième phase de groupes | Deuxième phase de groupes | Deuxième phase de groupes | Deuxième phase de groupes | Deuxième phase de groupes | Deuxième phase de groupes | Deuxième phase de groupes |
| --- | --- | --- | --- | --- | --- | --- | --- | --- | --- | --- | --- | --- | --- | --- | --- |
| - FFC Francfort Champion d'Europe 2007-2008 - FCR Duisbourg Vice-champion d'Allemagne 2007-2008 - Umeå IK Champion de Suède 2007 - Arsenal LFC Champion d'Angleterre 2007-2008 | - FFC Francfort Champion d'Europe 2007-2008 - FCR Duisbourg Vice-champion d'Allemagne 2007-2008 - Umeå IK Champion de Suède 2007 - Arsenal LFC Champion d'Angleterre 2007-2008 | - FFC Francfort Champion d'Europe 2007-2008 - FCR Duisbourg Vice-champion d'Allemagne 2007-2008 - Umeå IK Champion de Suède 2007 - Arsenal LFC Champion d'Angleterre 2007-2008 | - FFC Francfort Champion d'Europe 2007-2008 - FCR Duisbourg Vice-champion d'Allemagne 2007-2008 - Umeå IK Champion de Suède 2007 - Arsenal LFC Champion d'Angleterre 2007-2008 | - FFC Francfort Champion d'Europe 2007-2008 - FCR Duisbourg Vice-champion d'Allemagne 2007-2008 - Umeå IK Champion de Suède 2007 - Arsenal LFC Champion d'Angleterre 2007-2008 | - FFC Francfort Champion d'Europe 2007-2008 - FCR Duisbourg Vice-champion d'Allemagne 2007-2008 - Umeå IK Champion de Suède 2007 - Arsenal LFC Champion d'Angleterre 2007-2008 | - FFC Francfort Champion d'Europe 2007-2008 - FCR Duisbourg Vice-champion d'Allemagne 2007-2008 - Umeå IK Champion de Suède 2007 - Arsenal LFC Champion d'Angleterre 2007-2008 | - FFC Francfort Champion d'Europe 2007-2008 - FCR Duisbourg Vice-champion d'Allemagne 2007-2008 - Umeå IK Champion de Suède 2007 - Arsenal LFC Champion d'Angleterre 2007-2008 | - Brøndby IF Champion du Danemark 2007-2008 - Olympique lyonnais Champion de France 2007-2008 - ASDCF Bardolino Vérone Champion d'Italie 2007-2008 | - Brøndby IF Champion du Danemark 2007-2008 - Olympique lyonnais Champion de France 2007-2008 - ASDCF Bardolino Vérone Champion d'Italie 2007-2008 | - Brøndby IF Champion du Danemark 2007-2008 - Olympique lyonnais Champion de France 2007-2008 - ASDCF Bardolino Vérone Champion d'Italie 2007-2008 | - Brøndby IF Champion du Danemark 2007-2008 - Olympique lyonnais Champion de France 2007-2008 - ASDCF Bardolino Vérone Champion d'Italie 2007-2008 | - Brøndby IF Champion du Danemark 2007-2008 - Olympique lyonnais Champion de France 2007-2008 - ASDCF Bardolino Vérone Champion d'Italie 2007-2008 | - Brøndby IF Champion du Danemark 2007-2008 - Olympique lyonnais Champion de France 2007-2008 - ASDCF Bardolino Vérone Champion d'Italie 2007-2008 | - Brøndby IF Champion du Danemark 2007-2008 - Olympique lyonnais Champion de France 2007-2008 - ASDCF Bardolino Vérone Champion d'Italie 2007-2008 | - Brøndby IF Champion du Danemark 2007-2008 - Olympique lyonnais Champion de France 2007-2008 - ASDCF Bardolino Vérone Champion d'Italie 2007-2008 |
| Première phase de groupes | | | | | | | | | | | | | | | |
| - Valur Reykjavik Champion d'Islande 2007 - SV Neulengbach Champion d'Autriche 2007-2008 - AC Sparta Prague Champion de République tchèque 2007-2008 - Alma KTZH Champion de Kazakhstan 2007 - ŽFK Mašinac PZP Niš Champion de Serbie 2007-2008 - AZS Wrocław Champion de Pologne 2007-2008 - FK Universitet Vitebsk Champion de Biélorussie 2007 - Røa IL Champion de Norvège 2007 - Zvezda 2005 Champion de Russie 2007 - ŽNK SFK 2000 Sarajevo Champion de Bosnie-Herzégovine 2007-2008 - Maccabi Holon FC Champion d'Israël 2007-2008 - FC Femina Champion de Hongrie 2007-2008 - CFF Clujana Champion de Roumanie 2007-2008 - SU 1er Décembre Champion du Portugal 2007-2008 - FC NSA Sofia Champion de Bulgarie 2007-2008 - PAOK Salonique Champion de Grèce 2007-2008 - AZ Alkmaar Champion des Pays-Bas 2007-2008 - ŽNK Krka Champion de Slovénie 2007-2008 | - Valur Reykjavik Champion d'Islande 2007 - SV Neulengbach Champion d'Autriche 2007-2008 - AC Sparta Prague Champion de République tchèque 2007-2008 - Alma KTZH Champion de Kazakhstan 2007 - ŽFK Mašinac PZP Niš Champion de Serbie 2007-2008 - AZS Wrocław Champion de Pologne 2007-2008 - FK Universitet Vitebsk Champion de Biélorussie 2007 - Røa IL Champion de Norvège 2007 - Zvezda 2005 Champion de Russie 2007 - ŽNK SFK 2000 Sarajevo Champion de Bosnie-Herzégovine 2007-2008 - Maccabi Holon FC Champion d'Israël 2007-2008 - FC Femina Champion de Hongrie 2007-2008 - CFF Clujana Champion de Roumanie 2007-2008 - SU 1er Décembre Champion du Portugal 2007-2008 - FC NSA Sofia Champion de Bulgarie 2007-2008 - PAOK Salonique Champion de Grèce 2007-2008 - AZ Alkmaar Champion des Pays-Bas 2007-2008 - ŽNK Krka Champion de Slovénie 2007-2008 | - Valur Reykjavik Champion d'Islande 2007 - SV Neulengbach Champion d'Autriche 2007-2008 - AC Sparta Prague Champion de République tchèque 2007-2008 - Alma KTZH Champion de Kazakhstan 2007 - ŽFK Mašinac PZP Niš Champion de Serbie 2007-2008 - AZS Wrocław Champion de Pologne 2007-2008 - FK Universitet Vitebsk Champion de Biélorussie 2007 - Røa IL Champion de Norvège 2007 - Zvezda 2005 Champion de Russie 2007 - ŽNK SFK 2000 Sarajevo Champion de Bosnie-Herzégovine 2007-2008 - Maccabi Holon FC Champion d'Israël 2007-2008 - FC Femina Champion de Hongrie 2007-2008 - CFF Clujana Champion de Roumanie 2007-2008 - SU 1er Décembre Champion du Portugal 2007-2008 - FC NSA Sofia Champion de Bulgarie 2007-2008 - PAOK Salonique Champion de Grèce 2007-2008 - AZ Alkmaar Champion des Pays-Bas 2007-2008 - ŽNK Krka Champion de Slovénie 2007-2008 | - Valur Reykjavik Champion d'Islande 2007 - SV Neulengbach Champion d'Autriche 2007-2008 - AC Sparta Prague Champion de République tchèque 2007-2008 - Alma KTZH Champion de Kazakhstan 2007 - ŽFK Mašinac PZP Niš Champion de Serbie 2007-2008 - AZS Wrocław Champion de Pologne 2007-2008 - FK Universitet Vitebsk Champion de Biélorussie 2007 - Røa IL Champion de Norvège 2007 - Zvezda 2005 Champion de Russie 2007 - ŽNK SFK 2000 Sarajevo Champion de Bosnie-Herzégovine 2007-2008 - Maccabi Holon FC Champion d'Israël 2007-2008 - FC Femina Champion de Hongrie 2007-2008 - CFF Clujana Champion de Roumanie 2007-2008 - SU 1er Décembre Champion du Portugal 2007-2008 - FC NSA Sofia Champion de Bulgarie 2007-2008 - PAOK Salonique Champion de Grèce 2007-2008 - AZ Alkmaar Champion des Pays-Bas 2007-2008 - ŽNK Krka Champion de Slovénie 2007-2008 | - Valur Reykjavik Champion d'Islande 2007 - SV Neulengbach Champion d'Autriche 2007-2008 - AC Sparta Prague Champion de République tchèque 2007-2008 - Alma KTZH Champion de Kazakhstan 2007 - ŽFK Mašinac PZP Niš Champion de Serbie 2007-2008 - AZS Wrocław Champion de Pologne 2007-2008 - FK Universitet Vitebsk Champion de Biélorussie 2007 - Røa IL Champion de Norvège 2007 - Zvezda 2005 Champion de Russie 2007 - ŽNK SFK 2000 Sarajevo Champion de Bosnie-Herzégovine 2007-2008 - Maccabi Holon FC Champion d'Israël 2007-2008 - FC Femina Champion de Hongrie 2007-2008 - CFF Clujana Champion de Roumanie 2007-2008 - SU 1er Décembre Champion du Portugal 2007-2008 - FC NSA Sofia Champion de Bulgarie 2007-2008 - PAOK Salonique Champion de Grèce 2007-2008 - AZ Alkmaar Champion des Pays-Bas 2007-2008 - ŽNK Krka Champion de Slovénie 2007-2008 | - Valur Reykjavik Champion d'Islande 2007 - SV Neulengbach Champion d'Autriche 2007-2008 - AC Sparta Prague Champion de République tchèque 2007-2008 - Alma KTZH Champion de Kazakhstan 2007 - ŽFK Mašinac PZP Niš Champion de Serbie 2007-2008 - AZS Wrocław Champion de Pologne 2007-2008 - FK Universitet Vitebsk Champion de Biélorussie 2007 - Røa IL Champion de Norvège 2007 - Zvezda 2005 Champion de Russie 2007 - ŽNK SFK 2000 Sarajevo Champion de Bosnie-Herzégovine 2007-2008 - Maccabi Holon FC Champion d'Israël 2007-2008 - FC Femina Champion de Hongrie 2007-2008 - CFF Clujana Champion de Roumanie 2007-2008 - SU 1er Décembre Champion du Portugal 2007-2008 - FC NSA Sofia Champion de Bulgarie 2007-2008 - PAOK Salonique Champion de Grèce 2007-2008 - AZ Alkmaar Champion des Pays-Bas 2007-2008 - ŽNK Krka Champion de Slovénie 2007-2008 | - Valur Reykjavik Champion d'Islande 2007 - SV Neulengbach Champion d'Autriche 2007-2008 - AC Sparta Prague Champion de République tchèque 2007-2008 - Alma KTZH Champion de Kazakhstan 2007 - ŽFK Mašinac PZP Niš Champion de Serbie 2007-2008 - AZS Wrocław Champion de Pologne 2007-2008 - FK Universitet Vitebsk Champion de Biélorussie 2007 - Røa IL Champion de Norvège 2007 - Zvezda 2005 Champion de Russie 2007 - ŽNK SFK 2000 Sarajevo Champion de Bosnie-Herzégovine 2007-2008 - Maccabi Holon FC Champion d'Israël 2007-2008 - FC Femina Champion de Hongrie 2007-2008 - CFF Clujana Champion de Roumanie 2007-2008 - SU 1er Décembre Champion du Portugal 2007-2008 - FC NSA Sofia Champion de Bulgarie 2007-2008 - PAOK Salonique Champion de Grèce 2007-2008 - AZ Alkmaar Champion des Pays-Bas 2007-2008 - ŽNK Krka Champion de Slovénie 2007-2008 | - Valur Reykjavik Champion d'Islande 2007 - SV Neulengbach Champion d'Autriche 2007-2008 - AC Sparta Prague Champion de République tchèque 2007-2008 - Alma KTZH Champion de Kazakhstan 2007 - ŽFK Mašinac PZP Niš Champion de Serbie 2007-2008 - AZS Wrocław Champion de Pologne 2007-2008 - FK Universitet Vitebsk Champion de Biélorussie 2007 - Røa IL Champion de Norvège 2007 - Zvezda 2005 Champion de Russie 2007 - ŽNK SFK 2000 Sarajevo Champion de Bosnie-Herzégovine 2007-2008 - Maccabi Holon FC Champion d'Israël 2007-2008 - FC Femina Champion de Hongrie 2007-2008 - CFF Clujana Champion de Roumanie 2007-2008 - SU 1er Décembre Champion du Portugal 2007-2008 - FC NSA Sofia Champion de Bulgarie 2007-2008 - PAOK Salonique Champion de Grèce 2007-2008 - AZ Alkmaar Champion des Pays-Bas 2007-2008 - ŽNK Krka Champion de Slovénie 2007-2008 | - Levante UD Champion d'Espagne 2007-2008 - Cardiff City LFC Champion du pays de Galles 2007-2008 - ŽNK Osijek Champion de Croatie 2007-2008 - FC Honka Champion de Finlande 2007 - KVK Tienen Champion de Belgique 2007-2008 - FC Narta Chişinău Champion de Moldavie 2007-2008 - FK Gintra Universitetas Champion de Lituanie 2007 - FCF Zürich Champion de Suisse 2007-2008 - WFC Naftokhimik Kalush (en) Champion d'Ukraine 2007-2008 - ZFK Škiponjat Champion de Macédoine 2007-2008 - KÍ Klaksvík Champion des Îles Féroé 2007 - FK Slovan Duslo Šaľa Champion de Slovaquie 2007-2008 - Glasgow City LFC Champion d'Écosse 2007 - Galway UFC Champion d'Irlande 2007-2008 - Glentoran Belfast United Champion d'Irlande du Nord 2007 - Vamos Idaliou Champion de Chypre 2007-2008 - FC Levadia Tallinn (en) Champion d'Estonie 2007 - FC Iveria Khashuri Champion de Géorgie 2007-2008 | - Levante UD Champion d'Espagne 2007-2008 - Cardiff City LFC Champion du pays de Galles 2007-2008 - ŽNK Osijek Champion de Croatie 2007-2008 - FC Honka Champion de Finlande 2007 - KVK Tienen Champion de Belgique 2007-2008 - FC Narta Chişinău Champion de Moldavie 2007-2008 - FK Gintra Universitetas Champion de Lituanie 2007 - FCF Zürich Champion de Suisse 2007-2008 - WFC Naftokhimik Kalush (en) Champion d'Ukraine 2007-2008 - ZFK Škiponjat Champion de Macédoine 2007-2008 - KÍ Klaksvík Champion des Îles Féroé 2007 - FK Slovan Duslo Šaľa Champion de Slovaquie 2007-2008 - Glasgow City LFC Champion d'Écosse 2007 - Galway UFC Champion d'Irlande 2007-2008 - Glentoran Belfast United Champion d'Irlande du Nord 2007 - Vamos Idaliou Champion de Chypre 2007-2008 - FC Levadia Tallinn (en) Champion d'Estonie 2007 - FC Iveria Khashuri Champion de Géorgie 2007-2008 | - Levante UD Champion d'Espagne 2007-2008 - Cardiff City LFC Champion du pays de Galles 2007-2008 - ŽNK Osijek Champion de Croatie 2007-2008 - FC Honka Champion de Finlande 2007 - KVK Tienen Champion de Belgique 2007-2008 - FC Narta Chişinău Champion de Moldavie 2007-2008 - FK Gintra Universitetas Champion de Lituanie 2007 - FCF Zürich Champion de Suisse 2007-2008 - WFC Naftokhimik Kalush (en) Champion d'Ukraine 2007-2008 - ZFK Škiponjat Champion de Macédoine 2007-2008 - KÍ Klaksvík Champion des Îles Féroé 2007 - FK Slovan Duslo Šaľa Champion de Slovaquie 2007-2008 - Glasgow City LFC Champion d'Écosse 2007 - Galway UFC Champion d'Irlande 2007-2008 - Glentoran Belfast United Champion d'Irlande du Nord 2007 - Vamos Idaliou Champion de Chypre 2007-2008 - FC Levadia Tallinn (en) Champion d'Estonie 2007 - FC Iveria Khashuri Champion de Géorgie 2007-2008 | - Levante UD Champion d'Espagne 2007-2008 - Cardiff City LFC Champion du pays de Galles 2007-2008 - ŽNK Osijek Champion de Croatie 2007-2008 - FC Honka Champion de Finlande 2007 - KVK Tienen Champion de Belgique 2007-2008 - FC Narta Chişinău Champion de Moldavie 2007-2008 - FK Gintra Universitetas Champion de Lituanie 2007 - FCF Zürich Champion de Suisse 2007-2008 - WFC Naftokhimik Kalush (en) Champion d'Ukraine 2007-2008 - ZFK Škiponjat Champion de Macédoine 2007-2008 - KÍ Klaksvík Champion des Îles Féroé 2007 - FK Slovan Duslo Šaľa Champion de Slovaquie 2007-2008 - Glasgow City LFC Champion d'Écosse 2007 - Galway UFC Champion d'Irlande 2007-2008 - Glentoran Belfast United Champion d'Irlande du Nord 2007 - Vamos Idaliou Champion de Chypre 2007-2008 - FC Levadia Tallinn (en) Champion d'Estonie 2007 - FC Iveria Khashuri Champion de Géorgie 2007-2008 | - Levante UD Champion d'Espagne 2007-2008 - Cardiff City LFC Champion du pays de Galles 2007-2008 - ŽNK Osijek Champion de Croatie 2007-2008 - FC Honka Champion de Finlande 2007 - KVK Tienen Champion de Belgique 2007-2008 - FC Narta Chişinău Champion de Moldavie 2007-2008 - FK Gintra Universitetas Champion de Lituanie 2007 - FCF Zürich Champion de Suisse 2007-2008 - WFC Naftokhimik Kalush (en) Champion d'Ukraine 2007-2008 - ZFK Škiponjat Champion de Macédoine 2007-2008 - KÍ Klaksvík Champion des Îles Féroé 2007 - FK Slovan Duslo Šaľa Champion de Slovaquie 2007-2008 - Glasgow City LFC Champion d'Écosse 2007 - Galway UFC Champion d'Irlande 2007-2008 - Glentoran Belfast United Champion d'Irlande du Nord 2007 - Vamos Idaliou Champion de Chypre 2007-2008 - FC Levadia Tallinn (en) Champion d'Estonie 2007 - FC Iveria Khashuri Champion de Géorgie 2007-2008 | - Levante UD Champion d'Espagne 2007-2008 - Cardiff City LFC Champion du pays de Galles 2007-2008 - ŽNK Osijek Champion de Croatie 2007-2008 - FC Honka Champion de Finlande 2007 - KVK Tienen Champion de Belgique 2007-2008 - FC Narta Chişinău Champion de Moldavie 2007-2008 - FK Gintra Universitetas Champion de Lituanie 2007 - FCF Zürich Champion de Suisse 2007-2008 - WFC Naftokhimik Kalush (en) Champion d'Ukraine 2007-2008 - ZFK Škiponjat Champion de Macédoine 2007-2008 - KÍ Klaksvík Champion des Îles Féroé 2007 - FK Slovan Duslo Šaľa Champion de Slovaquie 2007-2008 - Glasgow City LFC Champion d'Écosse 2007 - Galway UFC Champion d'Irlande 2007-2008 - Glentoran Belfast United Champion d'Irlande du Nord 2007 - Vamos Idaliou Champion de Chypre 2007-2008 - FC Levadia Tallinn (en) Champion d'Estonie 2007 - FC Iveria Khashuri Champion de Géorgie 2007-2008 | - Levante UD Champion d'Espagne 2007-2008 - Cardiff City LFC Champion du pays de Galles 2007-2008 - ŽNK Osijek Champion de Croatie 2007-2008 - FC Honka Champion de Finlande 2007 - KVK Tienen Champion de Belgique 2007-2008 - FC Narta Chişinău Champion de Moldavie 2007-2008 - FK Gintra Universitetas Champion de Lituanie 2007 - FCF Zürich Champion de Suisse 2007-2008 - WFC Naftokhimik Kalush (en) Champion d'Ukraine 2007-2008 - ZFK Škiponjat Champion de Macédoine 2007-2008 - KÍ Klaksvík Champion des Îles Féroé 2007 - FK Slovan Duslo Šaľa Champion de Slovaquie 2007-2008 - Glasgow City LFC Champion d'Écosse 2007 - Galway UFC Champion d'Irlande 2007-2008 - Glentoran Belfast United Champion d'Irlande du Nord 2007 - Vamos Idaliou Champion de Chypre 2007-2008 - FC Levadia Tallinn (en) Champion d'Estonie 2007 - FC Iveria Khashuri Champion de Géorgie 2007-2008 | - Levante UD Champion d'Espagne 2007-2008 - Cardiff City LFC Champion du pays de Galles 2007-2008 - ŽNK Osijek Champion de Croatie 2007-2008 - FC Honka Champion de Finlande 2007 - KVK Tienen Champion de Belgique 2007-2008 - FC Narta Chişinău Champion de Moldavie 2007-2008 - FK Gintra Universitetas Champion de Lituanie 2007 - FCF Zürich Champion de Suisse 2007-2008 - WFC Naftokhimik Kalush (en) Champion d'Ukraine 2007-2008 - ZFK Škiponjat Champion de Macédoine 2007-2008 - KÍ Klaksvík Champion des Îles Féroé 2007 - FK Slovan Duslo Šaľa Champion de Slovaquie 2007-2008 - Glasgow City LFC Champion d'Écosse 2007 - Galway UFC Champion d'Irlande 2007-2008 - Glentoran Belfast United Champion d'Irlande du Nord 2007 - Vamos Idaliou Champion de Chypre 2007-2008 - FC Levadia Tallinn (en) Champion d'Estonie 2007 - FC Iveria Khashuri Champion de Géorgie 2007-2008 |

## Calendrier
| Nom                              | Date aller                       | Date retour                      | Équipes participantes            | Équipes restantes                |                                  |
| Première phase de groupes (2008) | Première phase de groupes (2008) | Première phase de groupes (2008) | Première phase de groupes (2008) | Première phase de groupes (2008) | Première phase de groupes (2008) |
| -------------------------------- | -------------------------------- | -------------------------------- | -------------------------------- | -------------------------------- | -------------------------------- |
| Première phase de groupes        | du 4 au 9 septembre              | du 4 au 9 septembre              | 36                               | 16                               |                                  |
| Deuxième phase de groupes (2008) |                                  |                                  |                                  |                                  |                                  |
| Deuxième phase de groupes        | du 9 au 14 octobre               | du 9 au 14 octobre               | 16                               | 8                                |                                  |
| Phase finale (2008-2009)         |                                  |                                  |                                  |                                  |                                  |
| Quarts de finale                 | 5-6 novembre                     | 12-18 novembre                   | 8                                | 4                                |                                  |
| Demi-finale                      | 28-29 mars                       | 5 avril                          | 4                                | 2                                |                                  |
| Finale                           | 16 mai                           | 22 mai                           | 2                                | 1                                |                                  |

## Première phase de groupes
La phase de groupes est composée de sept groupes de quatre équipes réparties dans les chapeaux suivants selon le coefficient UEFA des clubs à l'issue de la saison 2007-2008 :
| Chapeau 1              | Coeff. | Chapeau 2             | Coeff. | Chapeau 3                   | Coeff. | Chapeau 4                | Coeff. |
| ---------------------- | ------ | --------------------- | ------ | --------------------------- | ------ | ------------------------ | ------ |
| Valur Reykjavik        | 20,920 | ŽNK SFK 2000 Sarajevo | 9,975  | ŽNK Krka                    | 5,650  | ZFK Škiponjat            | 3,325  |
| SV Neulengbach         | 20,615 | Maccabi Holon FC      | 9,310  | Cardiff City LFC            | 5,320  | KÍ Klaksvík              | 2,660  |
| AC Sparta Prague       | 19,940 | FC Femina             | 8,140  | ŽNK Osijek                  | 4,985  | FK Slovan Duslo Šaľa     | 2,485  |
| Alma KTZH              | 18,620 | CFF Clujana           | 7,980  | FC Honka                    | 4,805  | Glasgow City LFC         | 1,815  |
| ŽFK Mašinac PZP Niš    | 16,625 | SU 1er Décembre       | 7,315  | KVK Tienen                  | 4,620  | Galway UFC               | 0,495  |
| AZS Wrocław            | 15,625 | FC NSA Sofia          | 6,815  | FC Narta Chişinău           | 4,145  | Glentoran Belfast United | 0,330  |
| FK Universitet Vitebsk | 15,440 | PAOK Salonique        | 5,970  | FK Gintra Universitetas     | 3,990  | Vamos Idaliou            | 0,000  |
| Røa IL                 | 11,570 | AZ Alkmaar            | 5,775  | FCF Zürich                  | 3,795  | FC Levadia Tallinn (en)  | 0,000  |
| Zvezda 2005            | 10,395 | Levante UD            | 5,610  | WFC Naftokhimik Kalush (en) | 3,630  | FC Iveria Khashuri       | 0,000  |

### Groupe A
Les matchs se déroulent à Šiauliai en Lituanie.
| Rang | Équipe                  | Pts | J | G | N | P | Bp | Bc | Diff |
| ---- | ----------------------- | --- | - | - | - | - | -- | -- | ---- |
| 1    | Zvezda 2005             | 9   | 3 | 3 | 0 | 0 | 17 | 0  | +17  |
| 2    | FK Gintra Universitetas | 4   | 3 | 1 | 1 | 1 | 4  | 10 | -6   |
| 3    | FC Femina               | 3   | 3 | 1 | 0 | 2 | 3  | 4  | -1   |
| 4    | KÍ Klaksvík             | 1   | 3 | 0 | 1 | 2 | 3  | 13 | -10  |

| Résultats (▼dom., ►ext.) |  |     |     |     |
| FC Femina                |  | 0-2 | 3-1 | 0-1 |
| FK Gintra Universitetas  |  |     | 2-2 | 0-8 |
| KÍ Klaksvík              |  |     |     | 0-8 |
| Zvezda 2005              |  |     |     |     |

### Groupe B
Les matchs se déroulent à Niš en Serbie.
| Rang | Équipe              | Pts | J | G | N | P | Bp | Bc | Diff |
| ---- | ------------------- | --- | - | - | - | - | -- | -- | ---- |
| 1    | Glasgow City LFC    | 7   | 3 | 2 | 1 | 0 | 16 | 1  | +15  |
| 2    | AZ Alkmaar          | 7   | 3 | 2 | 1 | 0 | 12 | 2  | +10  |
| 3    | ŽFK Mašinac PZP Niš | 3   | 3 | 1 | 0 | 2 | 16 | 9  | +7   |
| 4    | FC Narta Chişinău   | 0   | 3 | 0 | 0 | 3 | 1  | 33 | -32  |

| Résultats (▼dom., ►ext.) |  |     |      |      |
| AZ Alkmaar               |  | 7-0 | 1-1  | 4-1  |
| FC Narta Chişinău        |  |     | 0-11 | 1-15 |
| Glasgow City LFC         |  |     |      | 4-0  |
| ŽFK Mašinac PZP Niš      |  |     |      |      |

### Groupe C
Les matchs se déroulent à Skiponjat en Macédoine.
| Rang | Équipe           | Pts | J | G | N | P | Bp | Bc | Diff |
| ---- | ---------------- | --- | - | - | - | - | -- | -- | ---- |
| 1    | Levante UD       | 7   | 3 | 2 | 1 | 0 | 18 | 2  | +16  |
| 2    | AC Sparta Prague | 7   | 3 | 2 | 1 | 0 | 12 | 0  | +12  |
| 3    | KVK Tienen       | 3   | 3 | 1 | 0 | 2 | 10 | 14 | -4   |
| 4    | ZFK Škiponjat    | 0   | 3 | 0 | 0 | 3 | 2  | 26 | -24  |

| Résultats (▼dom., ►ext.) |  |     |     |     |
| Levante UD               |  | 0-0 | 9-0 | 2-9 |
| AC Sparta Prague         |  |     | 9-0 | 3-0 |
| ZFK Škiponjat            |  |     |     | 2-8 |
| KVK Tienen               |  |     |     |     |

### Groupe D
Les matchs se déroulent à Oslo en Norvège.
| Rang | Équipe             | Pts | J | G | N | P | Bp | Bc | Diff |
| ---- | ------------------ | --- | - | - | - | - | -- | -- | ---- |
| 1    | Røa IL             | 6   | 2 | 2 | 0 | 0 | 9  | 0  | +9   |
| 2    | FC Honka           | 3   | 2 | 1 | 0 | 1 | 6  | 2  | +4   |
| 3    | FC NSA Sofia       | 0   | 2 | 0 | 0 | 2 | 0  | 13 | -13  |
| 4    | FC Iveria Khashuri | 0   | 0 | 0 | 0 | 0 | 0  | 0  | 0    |

| Résultats (▼dom., ►ext.) |  |  |     |     |
| FC Honka                 |  |  | 0-2 | 6-0 |
| FC Iveria Khashuri       |  |  |     |     |
| Røa IL                   |  |  |     | 7-0 |
| FC NSA Sofia             |  |  |     |     |

### Groupe E
Les matchs se déroulent à Šaľa en Slovaquie.
| Rang | Équipe               | Pts | J | G | N | P | Bp | Bc | Diff |
| ---- | -------------------- | --- | - | - | - | - | -- | -- | ---- |
| 1    | Valur Reykjavik      | 9   | 3 | 3 | 0 | 0 | 23 | 3  | +20  |
| 2    | Maccabi Holon FC     | 4   | 3 | 1 | 1 | 1 | 3  | 11 | -8   |
| 3    | FK Slovan Duslo Šaľa | 2   | 3 | 0 | 2 | 1 | 3  | 7  | -4   |
| 4    | Cardiff City LFC     | 1   | 3 | 0 | 1 | 2 | 2  | 10 | -8   |

| Résultats (▼dom., ►ext.) |  |     |     |     |
| Cardiff City LFC         |  | 1-2 | 0-0 | 1-8 |
| Maccabi Holon FC         |  |     | 1-1 | 0-9 |
| FK Slovan Duslo Šaľa     |  |     |     | 2-6 |
| Valur Reykjavik          |  |     |     |     |

### Groupe F
Les matchs se déroulent à Osijek en Croatie.
| Rang | Équipe                   | Pts | J | G | N | P | Bp | Bc | Diff |
| ---- | ------------------------ | --- | - | - | - | - | -- | -- | ---- |
| 1    | Alma KTZH                | 9   | 3 | 3 | 0 | 0 | 14 | 2  | +12  |
| 2    | CFF Clujana              | 6   | 3 | 2 | 0 | 1 | 10 | 4  | +6   |
| 3    | ŽNK Osijek               | 1   | 3 | 0 | 1 | 2 | 3  | 7  | -4   |
| 4    | Glentoran Belfast United | 1   | 3 | 0 | 1 | 2 | 1  | 15 | -14  |

| Résultats (▼dom., ►ext.) |  |     |     |     |
| Alma KTZH                |  | 3-1 | 8-0 | 3-1 |
| CFF Clujana              |  |     | 6-0 | 3-1 |
| Glentoran Belfast United |  |     |     | 1-1 |
| ŽNK Osijek               |  |     |     |     |

### Groupe G
Les matchs se déroulent à Neulengbach en Autriche.
| Rang | Équipe          | Pts | J | G | N | P | Bp | Bc | Diff |
| ---- | --------------- | --- | - | - | - | - | -- | -- | ---- |
| 1    | SV Neulengbach  | 9   | 3 | 3 | 0 | 0 | 18 | 0  | +18  |
| 2    | SU 1er Décembre | 4   | 3 | 1 | 1 | 1 | 8  | 6  | +2   |
| 3    | ŽNK Krka        | 4   | 3 | 1 | 1 | 1 | 10 | 7  | +3   |
| 4    | Vamos Idaliou   | 0   | 3 | 0 | 0 | 3 | 1  | 24 | -23  |

| Résultats (▼dom., ►ext.) |  |     |     |     |
| SU 1er Décembre          |  | 0-4 | 1-1 | 7-1 |
| SV Neulengbach           |  |     | 6-0 | 8-0 |
| ŽNK Krka                 |  |     |     | 9-0 |
| Vamos Idaliou            |  |     |     |     |

### Groupe H
Les matchs se déroulent à Wrocław en Pologne.
| Rang | Équipe                      | Pts | J | G | N | P | Bp | Bc | Diff |
| ---- | --------------------------- | --- | - | - | - | - | -- | -- | ---- |
| 1    | WFC Naftokhimik Kalush (en) | 9   | 3 | 3 | 0 | 0 | 4  | 1  | +3   |
| 2    | AZS Wrocław                 | 6   | 3 | 2 | 0 | 1 | 8  | 1  | +7   |
| 3    | PAOK Salonique              | 3   | 3 | 1 | 0 | 2 | 3  | 5  | -2   |
| 4    | FC Levadia Tallinn (en)     | 0   | 3 | 0 | 0 | 3 | 1  | 9  | -8   |

| Résultats (▼dom., ►ext.)    |  |     |     |     |
| FC Levadia Tallinn (en)     |  | 1-2 | 0-3 | 0-4 |
| WFC Naftokhimik Kalush (en) |  |     | 1-0 | 1-0 |
| PAOK Salonique              |  |     |     | 0-4 |
| AZS Wrocław                 |  |     |     |     |

### Groupe I
Les matchs se déroulent à Sarajevo en Bosnie-Herzégovine.
| Rang | Équipe                 | Pts | J | G | N | P | Bp | Bc | Diff |
| ---- | ---------------------- | --- | - | - | - | - | -- | -- | ---- |
| 1    | FCF Zürich             | 7   | 3 | 2 | 1 | 0 | 6  | 3  | +3   |
| 2    | Galway UFC             | 4   | 3 | 1 | 1 | 1 | 2  | 2  | 0    |
| 3    | FK Universitet Vitebsk | 4   | 3 | 1 | 1 | 1 | 3  | 4  | -1   |
| 4    | ŽNK SFK 2000 Sarajevo  | 1   | 3 | 0 | 1 | 2 | 3  | 5  | -2   |

| Résultats (▼dom., ►ext.) |  |     |     |     |
| Galway UFC               |  | 0-0 | 2-0 | 0-2 |
| ŽNK SFK 2000 Sarajevo    |  |     | 1-2 | 2-3 |
| FK Universitet Vitebsk   |  |     |     | 1-1 |
| FCF Zürich               |  |     |     |     |

## Deuxième phase de groupes
La phase de groupes est composée de quatre groupes de quatre équipes réparties de manière aléatoire à l'exception des équipes qualifiées directement pour ce tour, le tenant du titre et les trois meilleures équipes au coefficient UEFA des clubs à l'issue de la saison 2007-2008 ne pouvant pas s'affronter au sein d'un même groupe et les trois équipes restantes ne pouvant pas s'affronter entre elles au sein d'un même groupe.

### Groupe A
Les matchs se déroulent à Oslo en Norvège.
| Rang | Équipe           | Pts | J | G | N | P | Bp | Bc | Diff |
| ---- | ---------------- | --- | - | - | - | - | -- | -- | ---- |
| 1    | Zvezda 2005      | 9   | 3 | 3 | 0 | 0 | 5  | 1  | +4   |
| 2    | FFC Francfort    | 6   | 3 | 2 | 0 | 1 | 6  | 3  | +3   |
| 3    | Røa IL           | 3   | 3 | 1 | 0 | 2 | 8  | 7  | +1   |
| 4    | Glasgow City LFC | 0   | 3 | 0 | 0 | 3 | 2  | 10 | -8   |

| Résultats (▼dom., ►ext.) |  |     |     |     |
| FFC Francfort            |  | 3-1 | 3-1 | 0-1 |
| Glasgow City LFC         |  |     | 1-6 | 0-1 |
| Røa IL                   |  |     |     | 1-3 |
| Zvezda 2005              |  |     |     |     |

### Groupe B
Les matchs se déroulent à Umeå en Suède.
| Rang | Équipe                 | Pts | J | G | N | P | Bp | Bc | Diff |
| ---- | ---------------------- | --- | - | - | - | - | -- | -- | ---- |
| 1    | Umeå IK                | 9   | 3 | 3 | 0 | 0 | 15 | 1  | +14  |
| 2    | ASDCF Bardolino Vérone | 6   | 3 | 2 | 0 | 1 | 5  | 7  | -2   |
| 3    | Valur Reykjavik        | 3   | 3 | 1 | 0 | 2 | 11 | 8  | +3   |
| 4    | Alma KTZH              | 0   | 3 | 0 | 0 | 3 | 1  | 16 | -15  |

| Résultats (▼dom., ►ext.) |  |     |     |     |
| Alma KTZH                |  | 1-2 | 0-6 | 0-8 |
| ASDCF Bardolino Vérone   |  |     | 0-4 | 3-2 |
| Umeå IK                  |  |     |     | 5-1 |
| Valur Reykjavik          |  |     |     |     |

### Groupe C
Les matchs se déroulent à Lyon en France.
| Rang | Équipe             | Pts | J | G | N | P | Bp | Bc | Diff |
| ---- | ------------------ | --- | - | - | - | - | -- | -- | ---- |
| 1    | Olympique lyonnais | 9   | 3 | 3 | 0 | 0 | 18 | 1  | +17  |
| 2    | Arsenal LFC        | 6   | 3 | 2 | 0 | 1 | 13 | 5  | +8   |
| 3    | SV Neulengbach     | 3   | 3 | 1 | 0 | 2 | 5  | 17 | -12  |
| 4    | FCF Zürich         | 0   | 3 | 0 | 0 | 3 | 6  | 19 | -13  |

| Résultats (▼dom., ►ext.) |  |     |     |     |
| Arsenal LFC              |  | 0-3 | 6-0 | 7-2 |
| Olympique lyonnais       |  |     | 8-0 | 7-1 |
| SV Neulengbach           |  |     |     | 5-3 |
| FCF Zürich               |  |     |     |     |

### Groupe D
Les matchs se déroulent à Kalouch en Ukraine.
| Rang | Équipe                      | Pts | J | G | N | P | Bp | Bc | Diff |
| ---- | --------------------------- | --- | - | - | - | - | -- | -- | ---- |
| 1    | FCR Duisbourg               | 9   | 3 | 3 | 0 | 0 | 14 | 2  | +12  |
| 2    | Brøndby IF                  | 6   | 3 | 2 | 0 | 1 | 7  | 5  | +2   |
| 3    | Levante UD                  | 3   | 3 | 1 | 0 | 2 | 4  | 7  | -3   |
| 4    | WFC Naftokhimik Kalush (en) | 0   | 3 | 0 | 0 | 3 | 3  | 14 | -11  |

| Résultats (▼dom., ►ext.)    |  |     |     |     |
| Brøndby IF                  |  | 1-4 | 1-0 | 5-1 |
| FCR Duisbourg               |  |     | 5-0 | 5-1 |
| Levante UD                  |  |     |     | 4-1 |
| WFC Naftokhimik Kalush (en) |  |     |     |     |

## Phase finale
La phase finale oppose les premiers de chaque groupe lors de matchs aller-retour selon un tirage au sort intégral, sans têtes de séries.

### Tableau
|  | Quarts de finale      | Quarts de finale      | Quarts de finale        | Quarts de finale      |                    |                    | Demi-finales            | Demi-finales            | Demi-finales            | Demi-finales            |  |  | Finale            | Finale            | Finale            | Finale            |
|  |                       |                       |                         |                       |                    |                    |                         |                         |                         |                         |  |  |                   |                   |                   |                   |
|  | 5 et 13 novembre 2008 | 5 et 13 novembre 2008 | 5 et 13 novembre 2008   | 5 et 13 novembre 2008 |                    |                    | 28 mars et 4 avril 2009 | 28 mars et 4 avril 2009 | 28 mars et 4 avril 2009 | 28 mars et 4 avril 2009 |  |  | 16 et 22 mai 2009 | 16 et 22 mai 2009 | 16 et 22 mai 2009 | 16 et 22 mai 2009 |
|  | 5 et 13 novembre 2008 | 5 et 13 novembre 2008 | 5 et 13 novembre 2008   | 5 et 13 novembre 2008 |                    |                    | 28 mars et 4 avril 2009 | 28 mars et 4 avril 2009 | 28 mars et 4 avril 2009 | 28 mars et 4 avril 2009 |  |  | 16 et 22 mai 2009 | 16 et 22 mai 2009 | 16 et 22 mai 2009 | 16 et 22 mai 2009 |
|  | 2e gr. B4             | Brøndby IF            | 2                       | 1                     |                    |                    | 28 mars et 4 avril 2009 | 28 mars et 4 avril 2009 | 28 mars et 4 avril 2009 | 28 mars et 4 avril 2009 |  |  | 16 et 22 mai 2009 | 16 et 22 mai 2009 | 16 et 22 mai 2009 | 16 et 22 mai 2009 |
|  | 2e gr. B4             | Brøndby IF            | 2                       | 1                     |                    |                    | 28 mars et 4 avril 2009 | 28 mars et 4 avril 2009 | 28 mars et 4 avril 2009 | 28 mars et 4 avril 2009 |  |  | 16 et 22 mai 2009 | 16 et 22 mai 2009 | 16 et 22 mai 2009 | 16 et 22 mai 2009 |
|  | 1er gr. B1            | Zvezda 2005           | 4                       | 3                     |                    |                    | 28 mars et 4 avril 2009 | 28 mars et 4 avril 2009 | 28 mars et 4 avril 2009 | 28 mars et 4 avril 2009 |  |  | 16 et 22 mai 2009 | 16 et 22 mai 2009 | 16 et 22 mai 2009 | 16 et 22 mai 2009 |
|  | 1er gr. B1            | Zvezda 2005           | 4                       | 3                     | Zvezda 2005        | Zvezda 2005        | 2                       | 2                       |                         |                         |  |  | 16 et 22 mai 2009 | 16 et 22 mai 2009 | 16 et 22 mai 2009 | 16 et 22 mai 2009 |
|  | 6 et 12 novembre 2008 |                       |                         |                       | Zvezda 2005        | Zvezda 2005        | 2                       | 2                       |                         |                         |  |  | 16 et 22 mai 2009 | 16 et 22 mai 2009 | 16 et 22 mai 2009 | 16 et 22 mai 2009 |
|  |                       |                       | Umeå IK                 | Umeå IK               | 0                  | 2                  |                         |                         |                         |                         |  |  | 16 et 22 mai 2009 | 16 et 22 mai 2009 | 16 et 22 mai 2009 | 16 et 22 mai 2009 |
|  | 2e gr. B3             | Arsenal LFC           | Umeå IK                 | Umeå IK               | 0                  | 2                  | 3                       | 0                       |                         |                         |  |  | 16 et 22 mai 2009 | 16 et 22 mai 2009 | 16 et 22 mai 2009 | 16 et 22 mai 2009 |
|  | 2e gr. B3             | Arsenal LFC           | 29 mars et 5 avril 2009 |                       |                    |                    | 3                       | 0                       |                         |                         |  |  | 16 et 22 mai 2009 | 16 et 22 mai 2009 | 16 et 22 mai 2009 | 16 et 22 mai 2009 |
|  | 1er gr. B2            | Umeå IK               | 2                       | 6                     |                    |                    |                         |                         |                         |                         |  |  | 16 et 22 mai 2009 | 16 et 22 mai 2009 | 16 et 22 mai 2009 | 16 et 22 mai 2009 |
|  | 1er gr. B2            | Umeå IK               | 2                       | 6                     | Zvezda 2005        | Zvezda 2005        | 0                       | 1                       |                         |                         |  |  |                   |                   |                   |                   |
|  | 6 et 18 novembre 2008 |                       |                         |                       | Zvezda 2005        | Zvezda 2005        | 0                       | 1                       |                         |                         |  |  |                   |                   |                   |                   |
|  |                       |                       | FCR Duisbourg           | FCR Duisbourg         | 6                  | 1                  |                         |                         |                         |                         |  |  |                   |                   |                   |                   |
|  | 2e gr. B2             | CF Bardolino          | FCR Duisbourg           | FCR Duisbourg         | 6                  | 1                  | 0                       | 1                       |                         |                         |  |  |                   |                   |                   |                   |
|  | 2e gr. B2             | CF Bardolino          |                         |                       |                    |                    |                         |                         |                         |                         |  |  |                   |                   |                   |                   |
|  | 1er gr. B3            | Olympique lyonnais    | 5                       | 4                     |                    |                    |                         |                         |                         |                         |  |  |                   |                   |                   |                   |
|  | 1er gr. B3            | Olympique lyonnais    | 5                       | 4                     | Olympique lyonnais | Olympique lyonnais | 1                       | 1                       |                         |                         |  |  |                   |                   |                   |                   |
|  | 6 et 13 novembre 2008 |                       |                         |                       | Olympique lyonnais | Olympique lyonnais | 1                       | 1                       |                         |                         |  |  |                   |                   |                   |                   |
|  |                       |                       | FCR Duisbourg           | FCR Duisbourg         | 1                  | 3                  |                         |                         |                         |                         |  |  |                   |                   |                   |                   |
|  | 2e gr. B1             | 1. FFC Francfort      | FCR Duisbourg           | FCR Duisbourg         | 1                  | 3                  | 1                       | 0                       |                         |                         |  |  |                   |                   |                   |                   |
|  | 2e gr. B1             | 1. FFC Francfort      |                         |                       |                    |                    |                         | 0                       |                         |                         |  |  |                   |                   |                   |                   |
|  | 1er gr. B4            | FCR Duisbourg         | 3                       | 2                     |                    |                    |                         |                         |                         |                         |  |  |                   |                   |                   |                   |
|  | 1er gr. B4            | FCR Duisbourg         | 3                       | 2                     |                    |                    |                         |                         |                         |                         |  |  |                   |                   |                   |                   |
|  |                       |                       |                         |                       |                    |                    |                         |                         |                         |                         |  |  |                   |                   |                   |                   |

### Quarts de finale
| Pays | Club                   | Aller | Retour | Club               | Pays |
| ---- | ---------------------- | ----- | ------ | ------------------ | ---- |
|      | Brøndby IF             | 2-4   | 1-3    | Zvezda 2005        |      |
|      | FFC Francfort          | 1-3   | 0-2    | FCR Duisbourg      |      |
|      | Arsenal LFC            | 3-2   | 0-6    | Umeå IK            |      |
|      | ASDCF Bardolino Vérone | 0-5   | 1-4    | Olympique lyonnais |      |

### Demi-finales
| Pays | Club               | Aller | Retour | Club          | Pays |
| ---- | ------------------ | ----- | ------ | ------------- | ---- |
|      | Olympique lyonnais | 1-1   | 1-3    | FCR Duisbourg |      |
|      | Zvezda 2005        | 2-0   | 2-2    | Umeå IK       |      |

### Finale
| Match aller               | Zvezda 2005 | 0 - 6 | FCR Duisbourg | Stade Central, Kazan                          |                                               |
| 16 mai 2009 17 h 15 (CET) |             |       | Femke Maes 42e · Inka Grings 64e (pen.) · Fatmire Bajramaj 70e · Femke Maes 82e · Inka Grings 84e · Inka Grings 90e | Spectateurs : 700 Arbitrage : Claudine Brohet | Spectateurs : 700 Arbitrage : Claudine Brohet |
| 16 mai 2009 17 h 15 (CET) | Rapport     |       | | Spectateurs : 700 Arbitrage : Claudine Brohet | Spectateurs : 700 Arbitrage : Claudine Brohet |

| G                   | 12 | Nadezhda Baranova  |   |     |     |
| D                   | 2  | Elena Suslova      |   |     |     |
| D                   | 3  | Ksenia Tsybutovich |   |     |     |
| D                   | 21 | Olga Sergaeva      | 0 |     | 69e |
| D                   | 22 | V. Savchenkova     |   |     |     |
| M                   | 17 | D. Apanaschenko    |   |     |     |
| M                   | 20 | Natalia Barbashina |   |     |     |
| M                   | 23 | Vera Djatel        | 0 | 25e |     |
| M                   | 24 | Alla Lishafai      | 0 | 11e |     |
| A                   | 1  | Olesya Kurochkina  | 0 | 63e | 69e |
| A                   | 33 | N. Zinchenko       | 0 |     | 87e |
| Remplaçantes :      |    |                    |   |     |     |
| D                   | 13 | Maria Dyatchkova   | 0 |     | 69e |
| A                   | 9  | Anna Korovushkina  | 0 |     | 69e |
| A                   | 6  | Olga Vasil'eva     | 0 |     | 87e |
| Entraîneur :        |    |                    |   |     |     |
| Aleksandr Grigoryan |    |                    |   |     |     |

| G              | 1  | Kathrin Längert  |   |     |     |
| D              | 13 | Annike Krahn     |   |     |     |
| D              | 15 | Sonja Fuss       |   |     |     |
| M              | 8  | Annemieke Kiesel | 0 |     | 46e |
| M              | 10 | Linda Bresonik   | 0 | 58e |     |
| M              | 11 | Simone Laudehr   | 0 |     | 62e |
| M              | 17 | Marina Hegering  |   |     |     |
| M              | 23 | Fatmire Bajramaj | 0 |     | 75e |
| M              | 28 | Femke Maes       |   |     |     |
| A              | 9  | Inka Grings      |   |     |     |
| A              | 25 | Alexandra Popp   |   |     |     |
| Remplaçantes : |    |                  |   |     |     |
| D              | 3  | Anne van Bonn    | 0 |     | 46e |
| M              | 6  | Jennifer Oster   | 0 |     | 62e |
| A              | 7  | Turid Knaak      | 0 |     | 75e |
| Entraîneur :   |    |                  |   |     |     |
| Martina Voss   |    |                  |   |     |     |

| Match retour              | FCR Duisbourg    | 1 – 1 | Zvezda 2005             | MSV-Arena, Duisbourg                             |                                                  |
| 22 mai 2009 19 h 30 (CET) | Annike Krahn 45e |       | Daryna Apanaschenko 25e | Spectateurs : 28 112 Arbitrage : Jenny Palmqvist | Spectateurs : 28 112 Arbitrage : Jenny Palmqvist |
| 22 mai 2009 19 h 30 (CET) | Rapport          |       |                         | Spectateurs : 28 112 Arbitrage : Jenny Palmqvist | Spectateurs : 28 112 Arbitrage : Jenny Palmqvist |

| G              | 1  | Kathrin Längert  | 0 |     | 77e |
| D              | 3  | Anne van Bonn    |   |     |     |
| D              | 13 | Annike Krahn     |   |     |     |
| D              | 15 | Sonja Fuss       |   |     |     |
| M              | 8  | Annemieke Kiesel | 0 |     | 50e |
| M              | 11 | Simone Laudehr   | 0 |     | 69e |
| M              | 17 | Marina Hegering  | 0 | 41e |     |
| M              | 23 | Fatmire Bajramaj |   |     |     |
| M              | 28 | Femke Maes       |   |     |     |
| A              | 9  | Inka Grings      |   |     |     |
| A              | 25 | Alexandra Popp   |   |     |     |
| Remplaçantes : |    |                  |   |     |     |
| G              | 21 | C. Bellinghoven  | 0 |     | 77e |
| M              | 6  | Jennifer Oster   | 0 |     | 50e |
| A              | 7  | Turid Knaak      | 0 |     | 69e |
| Entraîneur :   |    |                  |   |     |     |
| Martina Voss   |    |                  |   |     |     |

| G                    | 12 | Nadezhda Baranova  |   |     |     |
| D                    | 3  | Ksenia Tsybutovich |   |     |     |
| D                    | 6  | Olga Vasil'eva     | 0 | 35e |     |
| D                    | 21 | Olga Sergaeva      | 0 | 45e | 61e |
| D                    | 22 | V. Savchenkova     |   |     |     |
| M                    | 9  | Anna Korovushkina  | 0 |     | 82e |
| M                    | 17 | D. Apanaschenko    |   |     |     |
| M                    | 20 | Natalia Barbashina |   |     |     |
| M                    | 23 | Vera Djatel        |   |     |     |
| M                    | 24 | Alla Lishafai      |   |     |     |
| A                    | 33 | N. Zinchenko       | 0 |     | 87e |
| Remplaçantes :       |    |                    |   |     |     |
| D                    | 13 | Maria Dyachkova    | 0 |     | 82e |
| A                    | 1  | Olesya Kurochkina  | 0 |     | 61e |
| Entraîneur :         |    |                    |   |     |     |
| Stanislav Kharitonov |    |                    |   |     |     |

| Champion d'Europe 2009      |
| --------------------------- |
| Drapeau de l'Allemagne      |
| FCR Duisbourg Premier Titre |

## Statistiques
| Rang | Joueuse             | Équipe        | Buts |
| ---- | ------------------- | ------------- | ---- |
| 1    | Inka Grings         | FCR Duisbourg | 7    |
| 2    | Marta               | Umeå IK       | 4    |
| 3    | Daryna Apanaschenko | Zvezda 2005   | 3    |
| 3    | Linda Bresonik      | FCR Duisbourg | 3    |
| 3    | Natalia Barbashina  | Zvezda 2005   | 3    |
| 3    | Vera Djatel         | Zvezda 2005   | 3    |
| 3    | Femke Maes          | FCR Duisbourg | 3    |